# 色尔爵二世
思齊二世（拉丁語：Sergius PP. II；？—847年）天主教会第102代教宗。於844年1月25日至847年1月27日岀任教宗。
思齊二世出身罗马贵族，在就任教宗之前，他是首席司祭。844年額我略四世去世时，罗马人民支持对立教宗若望八世，但贵族阶层支持教宗思齊二世，粉碎了对若望八世的支持。然而，思齊二世的选举遭到法兰克王国的洛泰尔一世的强烈反对，洛泰尔一世入侵罗马。思齊二世的时代，教宗权威开始逐渐瓦解，穆斯林阿拉伯人掠夺奥斯提亚。847年1月27日，思齊二世在位3年2日去世。

## 譯名列表
- 见教宗色尔爵一世